# Simetria de reflexão

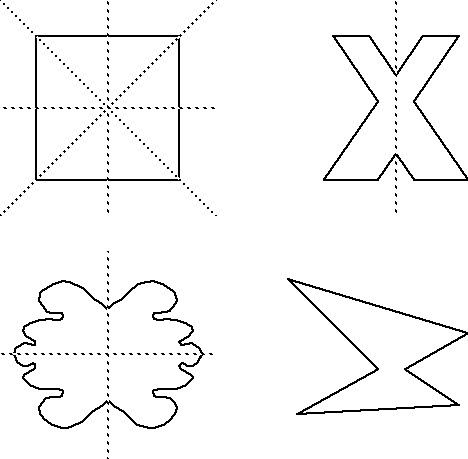
Figuras com os eixos de simetria desenhados. A figura sem eixos é assimétrica.

Simetria de reflexão, simetria reflexiva, simetria de espelhamento, simetria de imagem espelhada, é a simetria em relação à reflexão. Dito de outro modo, uma figura que não muda ao ser refletida tem simetria reflexiva.
Em 2D existe uma reta/eixo de simetria, em 3D há um plano de simetria. Um objeto ou figura que é indistinguível de sua imagem transformada é dito simétrico (espelhado). Em conclusão, um eixo de simetria divide a forma ao meio e essas metades devem ser idênticas.

## Função simétrica

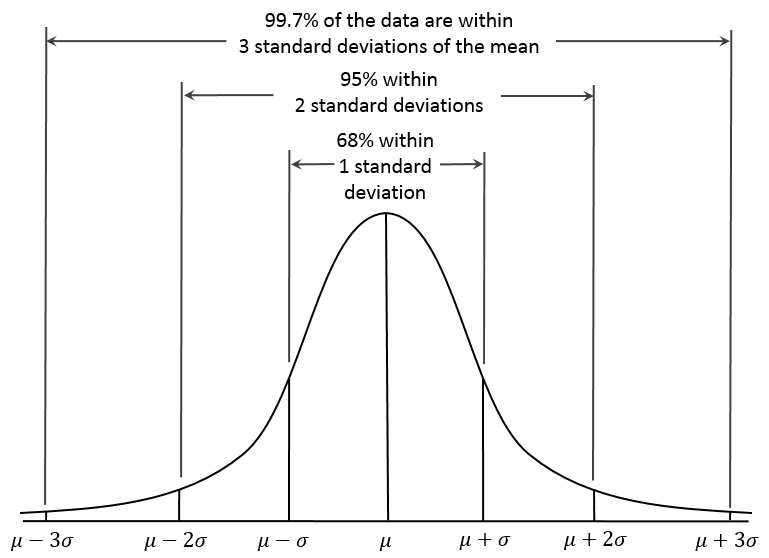
A curva em forma de sino de uma distribuição normal é um exemplo de função simétrica

Formalmente, um objeto matemático é simétrico em relação a uma dada operação, como reflexão, rotação ou translação, se, quando aplicada ao objeto, essa operação preserva alguma propriedade do objeto. O conjunto de operações que preservam uma determinada propriedade do objeto forma um grupo. Dois objetos são simétricos entre si em relação a um determinado grupo de operações se um for obtido do outro por alguma das operações (e vice-versa).
A função simétrica de uma figura bidimensional é uma reta tal que, para cada perpendicular construída, se a perpendicular intercepta a figura a uma distância 'd' do eixo ao longo da perpendicular, então existe outra interseção entre a forma e a perpendicular, na mesma distância 'd' do eixo, no sentido oposto ao longo da perpendicular.
Outra maneira de pensar sobre a função simétrica é que se a forma fosse dobrada ao meio sobre o eixo, as duas metades seriam idênticas: as duas metades são reflexos uma da outra.

Assim, um quadrado tem quatro eixos de simetria, porque existem quatro maneiras diferentes de dobrá-lo e fazer com que todas as arestas coincidam. Um círculo tem uma infinidade de eixos de simetria.

## Formas geométricas simétricas
|                           |  |
| trapézio isósceles e pipa |  |
|                           |  |
| hexágonos                 |  |
|                           |  |
| octógonos                 |  |

Os triângulos que têm simetria de reflexão são isósceles. Já os quadriláteros com simetria de reflexão são as pipas, deltoides (côncavos), losangos e trapézios isósceles. Todos os polígonos de lados iguais têm duas formas reflexivas simples, uma com retas de reflexão passando pelos vértices e outra pelas arestas.
Para uma forma arbitrária, a axialidade da forma mede o quão perto ela está de ser bilateralmente simétrica. É igual a 1 para formas com simetria de reflexão e entre 2/3 e 1 para qualquer forma convexa.

## Equivalentes matemáticos
Para cada reta ou plano de reflexão, o grupo de simetria é isomorfo a Cs (ver grupos pontuais em três dimensões), um dos três tipos que têm ordem dois (involuções), portanto, algebricamente C2. O domínio fundamental é um semiplano ou semiespaço.
Em certos contextos, há simetria rotacional além da  simetria de reflexão. Então, a simetria de espelhamento é equivalente à simetria de inversão; em tais contextos na física moderna, o termo paridade ou P-simetria é usado para ambas.

## Tipos avançados de simetria de reflexão
Para tipos mais gerais de reflexão, existem tipos correspondentemente mais gerais de simetria de reflexão. Por exemplo:
- com respeito a uma involução afim não isométrica (uma reflexão oblíqua em relação a uma reta, ou um plano, etc.)
- com relação à inversão de um círculo.

## Na natureza

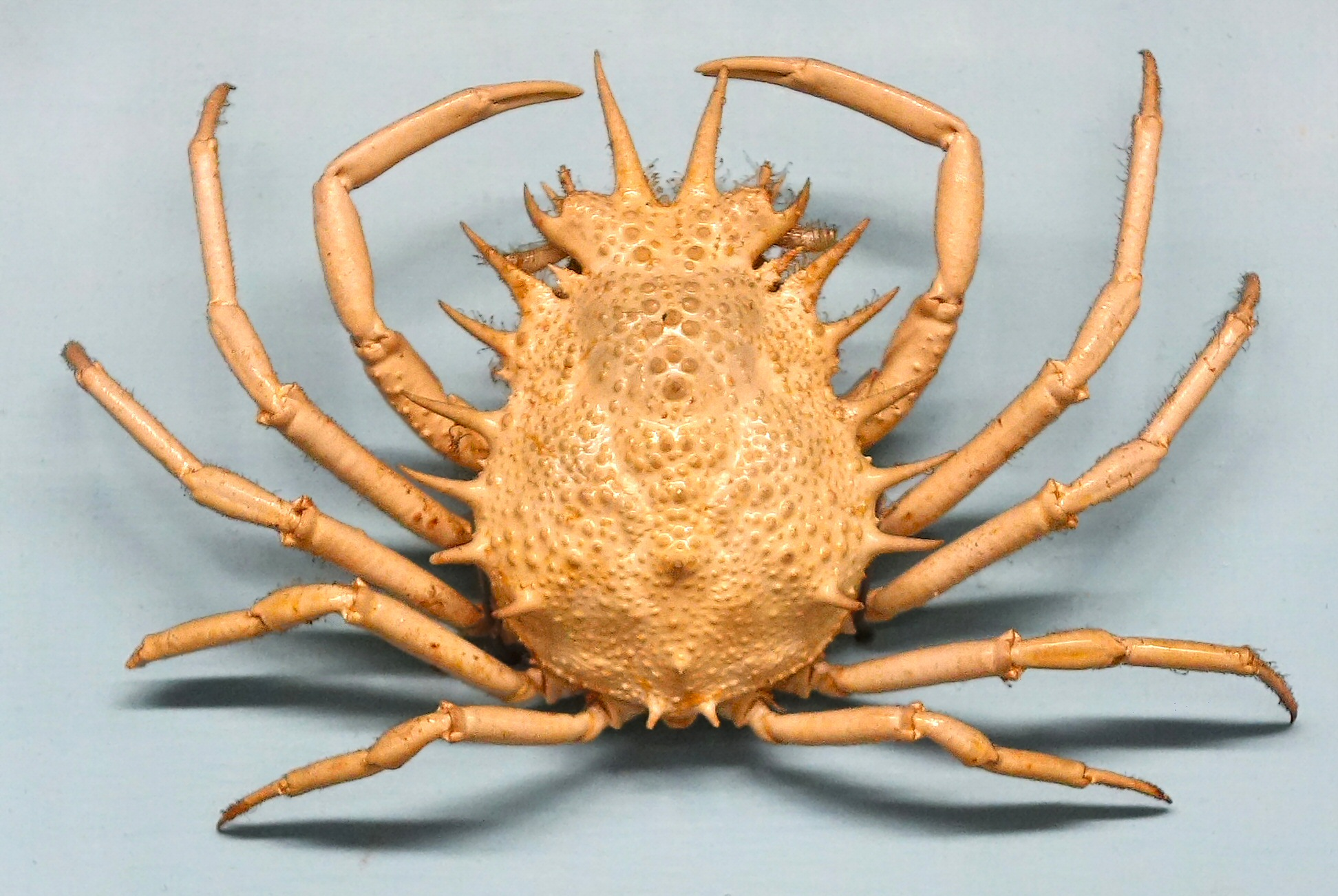
Muitos animais, como este caranguejo-aranha Maja crispata, são bilateralmente simétricos.

Animais que são bilateralmente simétricos têm simetria de reflexão no plano sagital, que divide o corpo verticalmente nas metades esquerda e direita, com um de cada órgão dos sentidos e par de membros de cada lado. A maioria dos animais é bilateralmente simétrica, provavelmente porque isso apoia o movimento para a frente e o alongamento.

## Em arquitetura

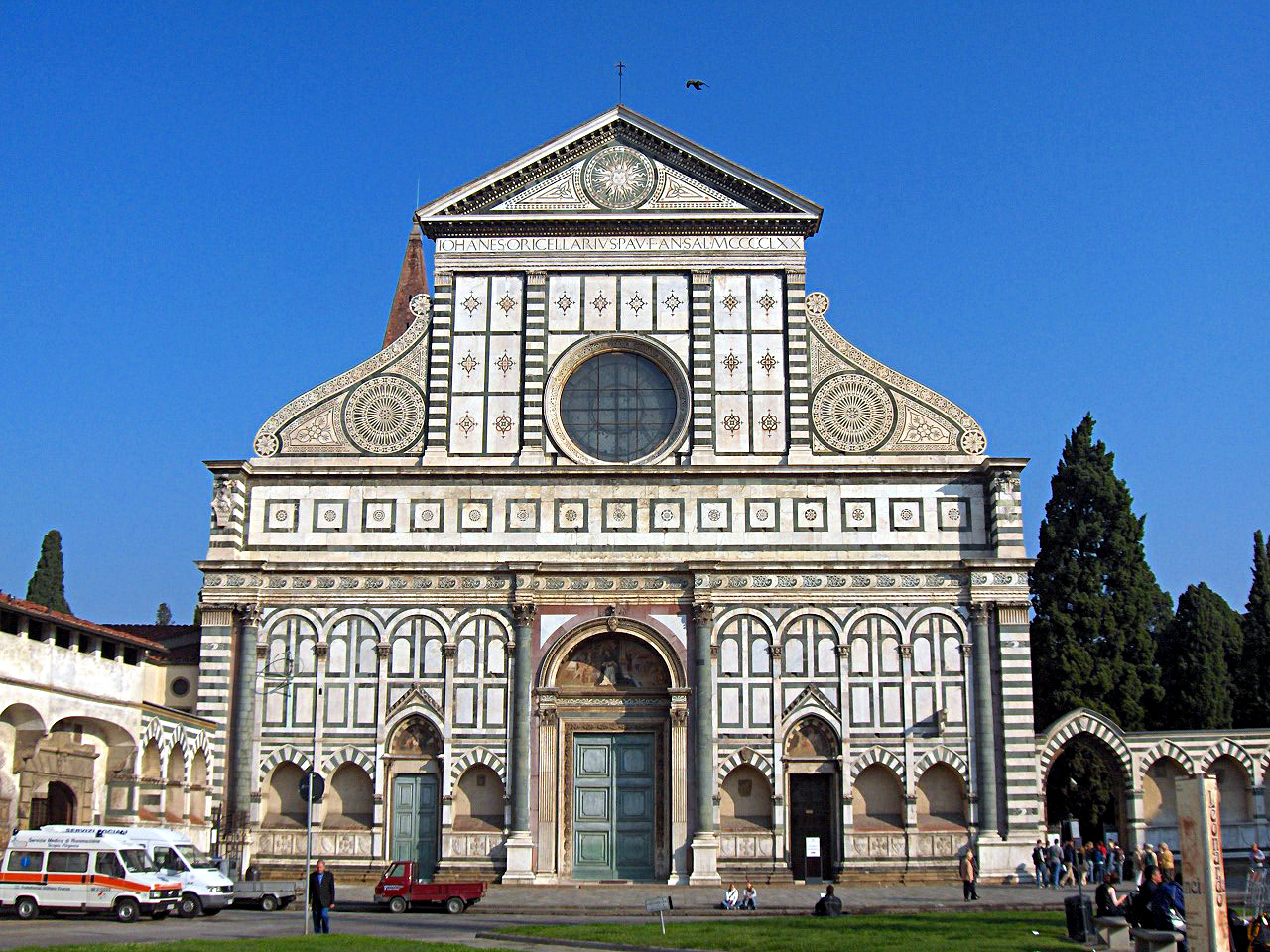
A simetria de espelhamento é frequentemente usada na arquitetura, como na fachada de Santa Maria Novella, Florença, 1470.

A simetria de espelhamento é frequentemente usada na arquitetura, como na fachada de Santa Maria Novella, em Veneza. Também é encontrada no projeto de estruturas antigas, como Stonehenge. A simetria era um elemento central em alguns estilos de arquitetura, como o Palladianismo.

### Geral
- Stewart, Ian (2001). What Shape is a Snowflake? Magical Numbers in Nature. Weidenfeld & Nicolson. [S.l.: s.n.]

### Avançada
- Weyl, Hermann (1982) [1952]. Symmetry. Princeton University Press. Princeton: [s.n.] ISBN 0-691-02374-3